# Nanna Bryndís Hilmarsdóttir
Nanna Bryndís Hilmarsdóttir (ur. 6 maja 1989 w Garður) – islandzka muzyk, piosenkarka i gitarzystka zespołu Of Monsters and Men.

## Biografia
Nanna Bryndís Hilmarsdóttir spędziła swoje dzieciństwo w Garður, miejscowości w południowo-zachodniej Islandii. Jako nastolatka uczęszczała do szkoły muzycznej. Zanim powstał zespół Of Monsters and Men Nanna Bryndís Hilmarsdóttir miała własny projekt muzyczny o nazwie Songbird, w ramach którego tworzyła utwory muzyczne i występowała w Reykjavíku. Była również pracownikiem sklepu muzycznego.
W 2016 roku Nanna Bryndís Hilmarsdóttir wystąpiła gościnnie w serialu Gra o tron jako jeden z muzyków z Braavos.

## Of Monsters and Men
W ramach poszerzenia projektu Songbird Nanna Bryndís Hilmarsdóttir nawiązała współpracę z pięcioma muzykami, z którymi stworzyła zespół Of Monsters and Men w 2010 roku: Brynjarem Leifssonem, Ragnarem Þórhallssonem, Arnarem Rósenkranzem Hilmarssonem, Árnim Guðjónssonem (od 2012 były członek zespołu) oraz Kristjánem Pállem Kristjánssonem. Po tygodniu współpracy wygrali konkurs muzyczny Músíktilraunir.
Pod koniec 2011 zespół wydał swój pierwszy album My Head Is an Animal, dzięki któremu zyskał popularność poza Islandią.

## Upodobania muzyczne
Nanna Bryndís Hilmarsdóttir przytaczała w wywiadach swoich ulubionych muzyków oraz zespoły muzyczne, m.in. zespół indierockowy Gayngs, Arcade Fire, Lianne La Havas, Leslie Feist oraz Justina Vernona. Wyraziła również chęć współpracy z zespołem Bon Iver.